# طماطم زرقاء

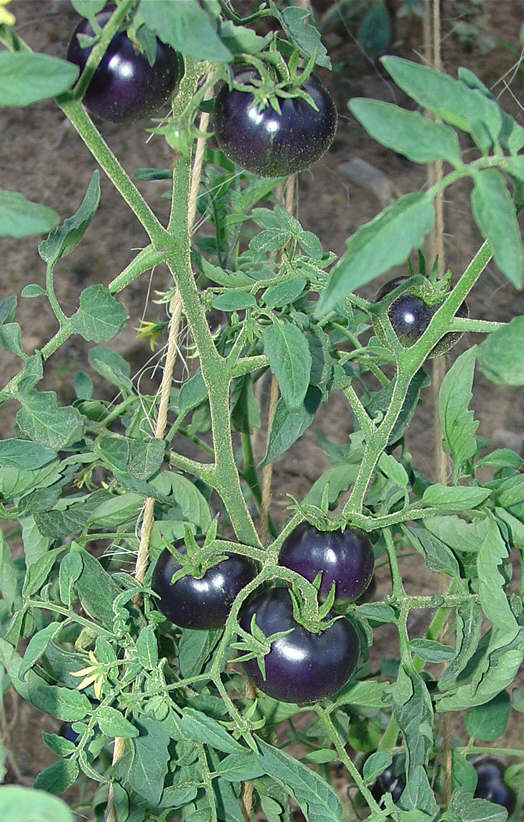
طماطم زرقاء في مختبرات جامعة أوريغون

طماطم زرقاء أو كما تسمى أحياناً طماطم أرجوانية اللون، نوع من الطماطم تتميز بمحتوى عالي من الأنثوسيان، وهو نوع من الصبغات مسؤول عن اللونين الأزرق والأرجواني في بعض الفواكه.

## الهندسة
تتطورت العديد من المجموعات مشابه لطماطم الزرقاء في مركز جون اينيس في انكلترا وذلك باستخدام تقنيات حمض نووي معاد التركيب لإنشاء كائنات معدلة وراثيا،وتدمج الجينات من نبتة أنف العجل لزيادة مستويات الأنثوسيان.